# Iberische schijftongkikker
De (West-) Iberische schijftongkikker (Discoglossus galganoi) is een kikker uit de familie Alytidae. De soort werd voor het eerst wetenschappelijk beschreven door Benedetto Lanza, Giuseppe Nascetti, Massimo Capula en Luciano Bullini in 1986. De soortaanduiding galganoi is een eerbetoon aan de bioloog Mario Galgano (1907 - 1985). De soort beschikt over één ondersoort namelijk de Zuid-Spaanse schijftongkikker (Discoglossus galganoi jeanneae)

## Uiterlijke kenmerken
De kleur is variabel, er zijn drie verschillende kleurvariaties; de eerste is meer egaal gekleurd en mist een tekening. De tweede variatie bestaat uit ronde, donkere lichtomzoomde vlekken op de rug en bij de derde variatie hebben de dieren een donker lichaam met een lichtere bovenzijde van de kop met een rugstreep op het midden in dezelfde kleur en twee flankstrepen aan weerszijden. De plooien aan weerszijden van de rug, dorsolaterale lijsten genoemd, zijn vaak onderbroken of soms afwezig. Op de rug zijn wratten aanwezig die in regelmatige rijen lopen, de huid is verder vrij glad wat te maken heeft met de aquatische levenswijze. De lengte is ongeveer 4 tot 6 cm met uitschieters tot 8 cm, opmerkelijk is dat de mannetjes iets groter worden dan de vrouwtjes, meestal is dit juist andersom bij kikkers en padden.

## Voorkomen
De Iberische schijftongkikker dankt zijn naam aan het verspreidingsgebied, grote delen van het Iberisch Schiereiland, dus Spanje en Portugal. Sommige populaties zijn zeer geïsoleerd, ook is deze soort in sommige gebieden niet geïnventariseerd. De kikker leeft net als alle schijftongkikkers meer in het water dan op het land, dat zelden wordt betreden. Een voorkeur voor een bepaalde habitat lijkt er niet te zijn, omdat de soort in zowel brak water als bergbeken wordt aangetroffen. Ook zijn zowel kleinere als grotere wateren en zowel tijdelijke als permanente wateren geschikt.

## Ontwikkeling
Ook de paring vindt in het water plaats, een vrouwtje wordt omklemd door een mannetje (amplexus) en zij paart tijdens de afzetperiode met meerdere mannetjes. De eitjes worden afzonderlijk of in kleine groepjes van enkele tientallen afgezet op de bodem van het water of worden soms aan waterplanten gehecht. Per afzetperiode produceert een vrouwtje tussen de 300 en 1500 eitjes; vanwege het warme klimaat kan het aantal periodes oplopen tot 6. Het aantal eitjes dat per jaar wordt afgezet is hierdoor ongeveer 4900 tot 5600. Na ongeveer 2 tot 6 dagen komen de eitjes uit, en de ontwikkeling van de kikkervisjes is sterk afhankelijk van onder andere de temperatuur. Bij gunstige omstandigheden vindt de metamorfose plaats na drie weken, bij minder goede omstandigheden duurt dit tot twee maanden. De kikkervisjes leven van algen, plantendelen, rottend materiaal, schimmels en kleine waterdiertjes, ook stuifmeel en zand zijn aangetroffen in de darmen van de larven.